# Spermezeu
Spermezeu è un comune della Romania di 3958 abitanti, ubicato nel distretto di Bistrița-Năsăud, nella regione storica della Transilvania.
Il comune è formato dall'unione di 8 villaggi: Dobricel, Dumbrăvița, Hălmăsău, Lunca Borlesei, Păltineasa, Sita, Șesuri Spermezeu-Vale, Spermezeu.